# 温泉スッポン芸者
『温泉スッポン芸者』（おんせんすっぽんげいしゃ）は、1972年公開の日本映画。製作：東映。

## キャスト
- 浅井夏子[1]：杉本美樹
- 実裏信治(法学部四回生・夏子に好意を寄せる)：成瀬正孝
- 服部倉次郎(夏子の父の店の元板前)：菅貫太郎
- 八木陽子(温泉女中・芸者)：城恵美
- 毛利高麿(モグリの整形外科医・女体改造者)：山城新伍

城崎温泉芸者衆
- 横溝富子(女将・後家)：三原葉子
- 花村鮎子(福地泡介の芸者・竿師段平が親の敵)：潤まり子
- 花千代(年増の芸者)：松井康子
- 鶴丸(田中小実昌の芸者・濡れプレイ)：女屋実和子
- 佐度奴(団鬼六の芸者・サドプレイ)：衣麻遼子
- 昌子(温泉芸者)：榊浩子
- 清葉(温泉芸者)：牧れい子

城崎温泉芸者の身内
- 浅井良江(温泉芸者・夏子の姉)：松村康世
- 横溝かおる(富子の娘・小学生)：遠藤かおる
- 八木(陽子の父・銭亀売り)：佐々木松之亟

城崎温泉の客
- 実裏角蔵(実裏化粧品会長・信治の父)：金子信雄
- 木持与三郎(実裏の秘書)：大泉滉

色道指南　無限精流
- 竿師段平(無限精流流祖・女体ブローカー)：名和宏
- 黒竿段吉(師範代八段)：岡部正純
- ピストン健(門弟五段)：大下啓矢

温泉街の経営者たち
- 木下：蓑和田良太
- 中沢：中村錦司
- 色メガネ(夏子に石橋の夜伽を頼む)：有島淳平
- 有力者：那須伸太朗
- 専務：疋田泰盛
- 女将京子：京町一代
- 女将Ａ：牧淳子

城崎温泉街の人
- 篠山義浩(城崎のカメラマン)：月亭可朝
- 医者：岡八郎
- 看護婦：橋本房枝

経総連(日本経済総連合)御一向様
- 石橋(経総連理事長)：殿山泰司
- 理事：団鬼六
- 理事：福地泡介
- 理事：田中小実昌

毛利人体改造の関係者
- 田舎から来た女性(毛利の患者・パリジェンヌ願望)：園かおる
- 西洋かぶれ女性(毛利の患者・ミス・ナタリーグリーン)：
- 小島(女性ブローカー・毛利の客)：畑中伶一

同志社大学
- 山本明(大学教授・ストリップの客)：由利徹
- 大学生(夏子をダンスパーティーに誘うメガネ)：片桐竜次
- 大学生(夏子を琵琶湖へドライブに誘う)：白井孝史
- 大学生(サングラス・ヒゲ・黄黒ボーダー)：奈辺悟

関東誠心会
- 笹沢(組長)：笹沢左保(特別出演)
- 笹沢の子分：菅原文太(ノンクレジット)
- 笹沢の子分：中島貞夫(ノンクレジット)

その他
- オバサン(夏子に電報を届けに来た女性)：美柳陽子
- 村田(ストリップ劇場の司会)：川谷拓三

## スタッフ
- 監督：鈴木則文
- 脚本：鈴木則文・関本郁夫
- 原案：掛札昌裕
- 企画：天尾完次
- 撮影：増田敏雄
- 照明：金子凱美
- 録音：堀場一朗
- 美術：雨森義允
- 編集：神田忠男
- 助監督：関本郁夫
- 記録：石田照
- 装置：稲田源兵衛
- 装飾：山田久司
- 美粧結髪：東和美粧
- 演技事務：伊駒実麿
- スチール：中山健司
- 衣裳：岩逧保
- 進行主任：上田正直
- 音楽：荒木一郎
- 主題歌「温泉スッポン芸者」＜ビクターレコード＞

　作詞：すずきすずか
　作曲：荒木一郎
　唄　：杉本美樹

## 同時上映
- 『極道罷り通る』

## 映像ソフト
- 東映ビデオからビデオソフト（VHS）が発売されたが絶版、2012年11月1日に同じ東映ビデオからDVDが発売された。